# Петер Маурер

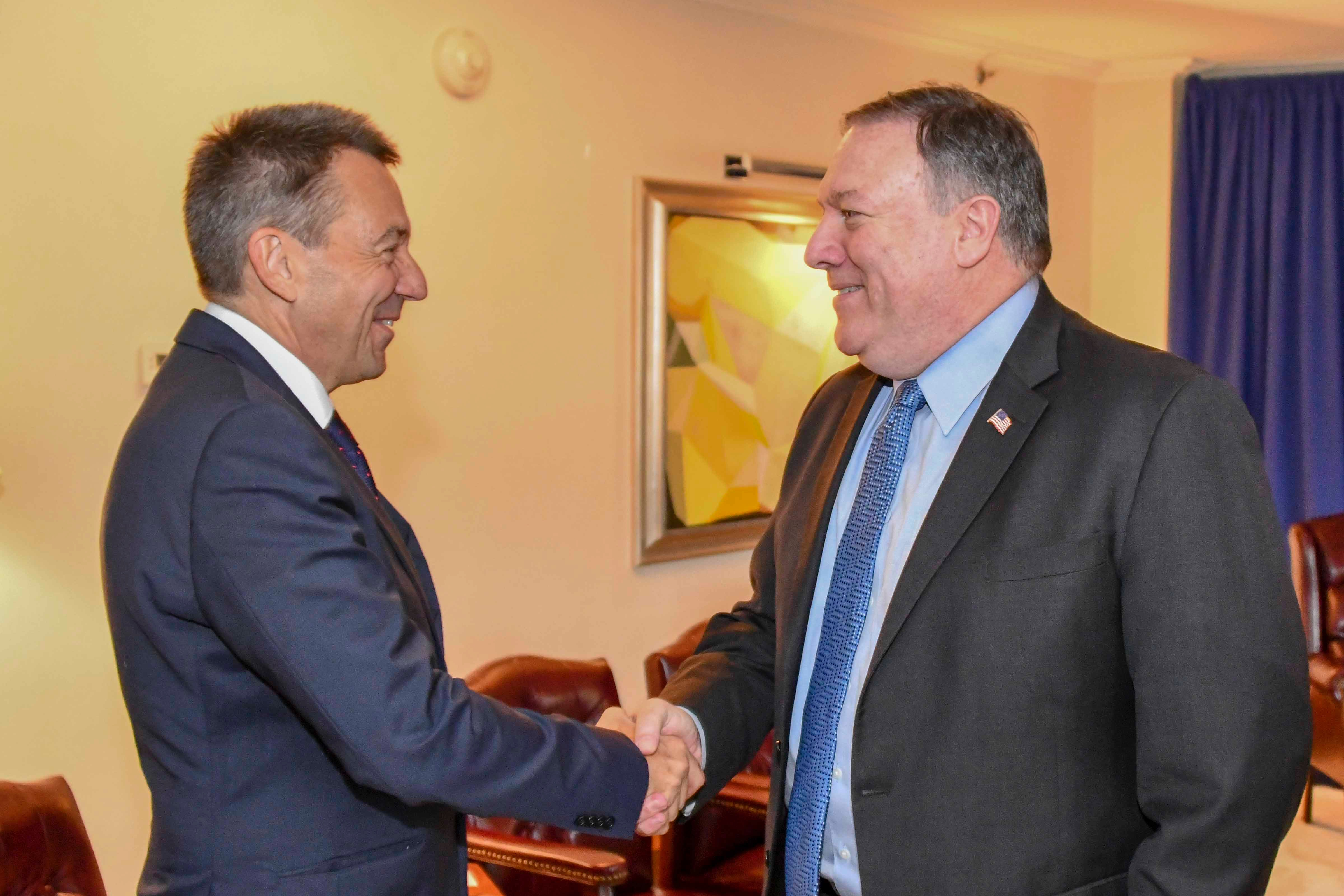
Маурер (ліворуч) зустрічається з держсекретарем США Майком Помпео (праворуч) у 2018 році

Пітер Маурер (20 листопада 1956 , Тун, Берн ) — швейцарський дипломат, президент Міжнародного комітету Червоного Хреста (з 1 липня 2012 року).

## Походження та навчання
Пітер Маурер народився 1956 року в Туні у Швейцарії. Маурер вивчав історію та міжнародне право в Берні, де отримав науковий ступінь доктора філософії.

## Кар'єра
З 1987 року Маурер працював у дипломатичній службі Швейцарії (Федеральний департамент закордонних справ Швейцарії), де обіймав різні посади в Берні та Преторії (ПАР), а потім був переведений до Нью-Йорка в 1996 році на посаду заступника постійного спостерігача при Швейцарській місії ООН. 2000 року Петер був призначений послом і керівником відділу з безпеки, у штаб-квартирі МЗС Швейцарії в Берні.
У 2004 році Маурер був призначений послом та постійним представником Швейцарії при ООН в Нью-Йорку. На цій посаді він намагався інтегрувати Швейцарію до ряду міжнародних організацій, яка за два роки до цього приєдналася до Організації Об'єднаних Націй та інших міжнародних організацій. У червні 2009 року Генеральна Асамблея Організації Об'єднаних Націй обрала Маурера головою П'ятого комітету з адміністративних та бюджетних питань Організації Об'єднаних Націй. Крім того, він був обраний головою комітету Комісії ООН з розбудови миру в Бурунді. У січні 2010 року Маурер став державним секретарем Швейцарії із закордонних справ. Цю посаду він обіймав до обрання президентом Міжнародного комітету Червоного Хреста (МКЧХ), змінивши Якоба Келленбергера в червні 2012 року.
Маурер збільшив бюджет Міжнародного комітету Червоного Хреста з 1,1 мільярда швейцарських франків у 2011 році до понад 1,6 мільярда швейцарських франків у 2015 році Крім того, він запустив в обіг перші в світі «облігації гуманітарного впливу». За п'ять років приватні інвестори надали позику в сумі 22 мільйони євро. При цьому, виплати залежать від того, наскільки утілений проєкт змінить життя своїх клієнтів. З 2019 року Маурер є співголовою Групи високого рівня з гуманітарного інвестування Всесвітнього економічного форуму разом із Берге Бренде та Крісталіною Георгієвою. У вересні 2019 року він переобраний президентом МКЧХ на другий термін ще на 4 роки.
23 березня 2022 року в ході російського вторгнення в Україну Петер Маурер зустрівся в Москві з главою МЗС Росії Сергієм Лавровим. Він обговорив невідкладні гуманітарні проблеми, які необхідно вирішити, щоб полегшити страждання людей, які стали жертвами війни в Україні. Головним акцентом стало обговорення допомоги людям, які «втекли до Росії, залишивши свої будинки на Донбасі». На його думку відкриття офісу в Ростові-на-Дону сприятиме «покращенню роботи організації на сході України». Така позиція обурила українців та владу України, адже українських громадян вивозили із заблокованого Маріуполя до країни-агресора, в Ростовську область РФ, із порушенням гуманітарного права.

## Громадська діяльність
- International Gender Champions (IGC), член (з 2017 р.)[16]
- Всесвітній економічний форум (ВЕФ), член правління (з 2014 р.)[17]
- Всесвітній економічний форум (ВЕФ), співголова Ради глобального майбутнього в гуманітарній сфері[18]
- Міжнародний інститут стратегічних досліджень (IISS), член Консультативної ради[19]

## Визнання
- 2014 — Почесний доктор Базельського університету[20]
- 2018 — Почесний доктор Університету Васеда[21]